# Charles James Fox Bunbury
Charles James Fox Bunbury FRS (4 de febrero de 1809 – 18 de junio de 1886) fue un naturalista, y paleobotánico inglés.
Nacido en Mesina, era el hijo mayor de Sir Henry Bunbury, 7º Baronet y de Louisa Amelia Fox; habiendo sido educado en el Trinity College, Cambridge. Se casó con Frances Joanna Horner, hija de Leonard Horner, el 31 de mayo de 1844, en Londres. No tuvieron hijos.
Fue Juez de paz y teniente diputado por Suffolk, y en 1868 fue designado Alto Sheriff de Suffolk.
Fue un gran botánico y geólogo con un interés particular en la paleobotánica. Recogió especímenes de plantas en expediciones a América del Sur en 1833, y a Sudáfrica en 1838. También acompañó a su gran amigo, el geólogo Sir Charles Lyell, a una expedición científica a Madeira.
En 1886, falleció en Barton Hall, Bury, Suffolk; siendo sucedido en su título por su hermano más joven Sir Edward Herbert Bunbury, 9º Baronet.

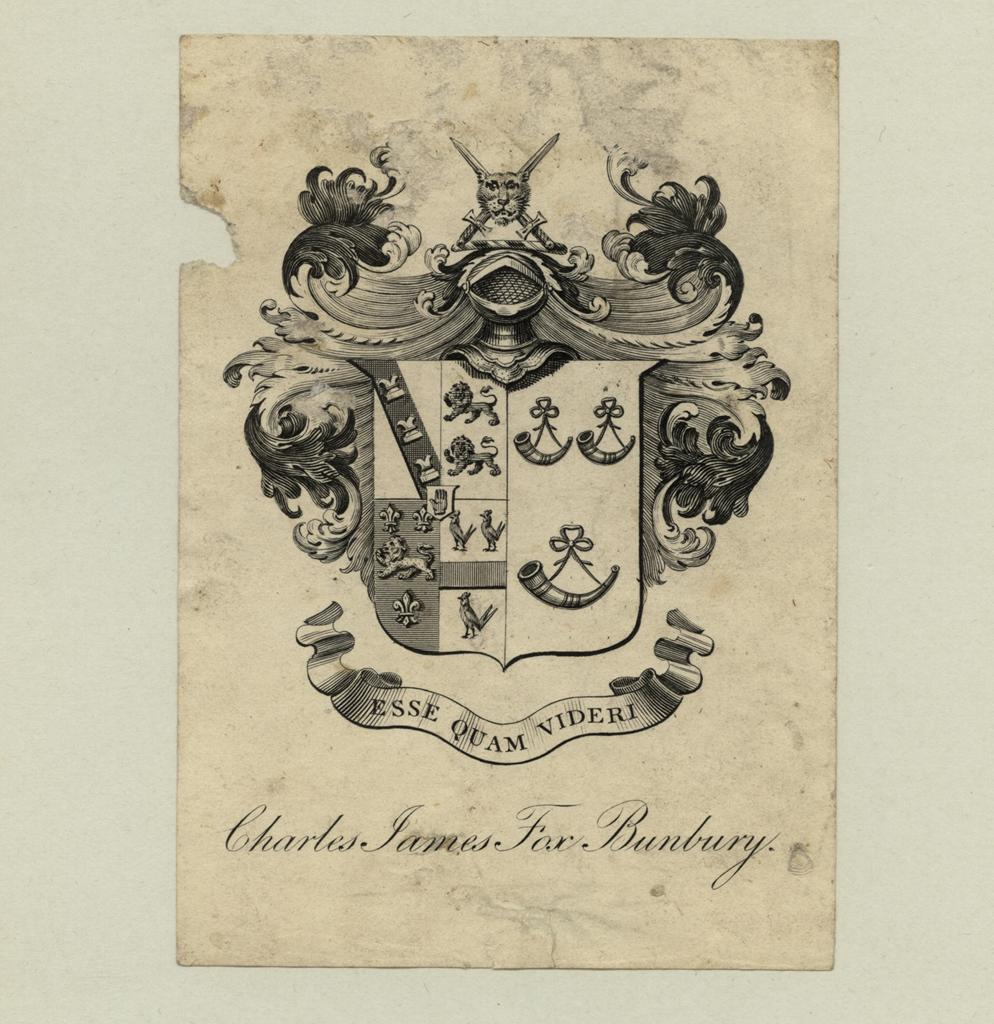
Ex libris de Sir Charles Bunbury

## Honores

### Membresías
- 1851: electo miembro de la Royal Society

### Eponimia
Género
- (Asclepiadaceae) Bunburia Harv.[3]

## Algunas publicaciones
Libros
- Journal of a Residence at the Cape of Good Hope. John Murray, Londres 1848 (online)

- Memoir and Literary Remains of Lieutenant-General Sir Henry Edward Bunbury, Bart. Spottiswoode & Co. Londres 1868 - como editor

- Botanical fragments. Spottiswoode, Londres 1883

- Botanical notes at Barton & Mildenhall, Suffolk. S.R. Simpson, Mildenhall 1889 - póstumamente publicada por Frances Joanna Bunbury

Artículos de revistas
- On certain undedcribed and rare Plants found in Brazil. En: The Gardeners’ Chronicle 1 ( 19): 294. 1841 (online)

- Remarks on certain Plants of Brazil, with descriptions of some which appear to be new. En: Proc. of the Linnean Soc. of London 1 (12 : 108–110, 1841 (online)

- Botanical Excursions in South Africa. En: The London J. of Botany 1: 549–570, 1842 (online)

- Botanical Excursions in South Africa (continúa de pp. 570 del vol. I) En: The London J. of Botany 2: 15-41, 1843 (online)

- Botanical Excursions in South Africa (continúa de pp. 41 del vol. II) En: The London J. of Botany 3: 242–263, 1844 (online)

- On some remarkable Fossil Ferns from Frostburg, Maryland, collected by Mr. Lyell. En: Quarterly J. of the Geological Soc. 2: 82-91, 1846 (online)

- Notes on the Fossil Plants communicated by Mr. Dawson from Nova Scotia. En: Quarterly J. of the Geological Soc. 2: 136-139, 1846 (online)

- On fossil plants from the Coal Formation of Cape Breton. En: Quarterly J. of the Geological Soc. 3: 423-428, 1847 (online)

- On the occurrence in the Tarantaine of certain species of Fossil Plants, associated in the same bed with Belemnites. En: Report of eighteenth Meeting of the British Assoc. Meeting N.º 2: 64, 1848 (online)

- On Fossil Plants from the Anthracite Formation of the Alps of Savoy. En: Quarterly J. of the Geological Soc. 5: 130-142, 1849 (online)

- On some Fossil Plants from the Jurassic Strata of the Yorkshire Coast. En: Quarterly J. of the Geological Soc. 7: 179-194, 1851 (online)

- Description of a peculiar Fossil Fern from the Sydney Coal Field, Cape Breton. En: Quarterly J. of the Geological Soc. 8: 31-35, 1852 (online)

- On the Vegetation of Buenos Ayres and the neighbouring districts. En: Proc. of the Linnean Soc. of London 2: 220-231, 1853 (online)

- Notice of some appearances observed on Draining a Mere near Wretham Hall, Norfolk. In: Quarterly J. of the Geological Soc. 12: 355-356, 1856 (online)

- Remarks on the Botany of Madeira and Teneriffe. En: J. of the Proc. of the Linnean Soc. of London. Botany 1 ( 1: 1-35, 1856 (online)

- On a remarkable Specimen of Neuropteris; with Remarks on the Genus. In: Quarterly J. of the Geological Soc. 14: 243-249, 1858 (online)

- On some Vegetable Remains from Madeira. En: Quarterly J. of the Geological Soc. 15: 50-59, 1859 (online)

- Notes on a Collection of Fossil Plants from Nágpur, Central India. En: Quarterly J. of the Geological Soc. 17: 325-346, 1861 (online)
- La abreviatura «Bunbury» se emplea para indicar a Charles James Fox Bunbury como autoridad en la descripción y clasificación científica de los vegetales.[4]

## Literatura
Moderna
- janet Browne. 2004. Bunbury, Sir Charles James Fox, eighth baronet (1809–1886). En: H. C. G. Matthew, Brian Harrison (eds.) Oxford Dictionary of National Biography, from the earliest times to the year 2000 (ODNB), vol. 8 (Brown - Burstow), Oxford University Press, Oxford 2004, ISBN 0-19-861358-X, online, Stand: 2004 (se requiere licencia) visto 20 de septiembre de 2012 (inglés)

- w.j. de Kock, d.w. Krüger (eds.) Dictionary of South African Biography. Vol. 3, 1977, ISBN 0624008495, 118 pp.

Contemporáneo
- frances joanna Bunbury (ed.) Memorials of Sir C. J. F. Bunbury, Bart. 9 tomos, 1890–1893

- frances joanna Bunbury (ed.) Life, letters, and journals of Sir Charles J. F. Bunbury, 3 tomos, [Women's Printing Soc. Londres 1894]

- katherine m. Lyell (ed.)] The Life of Sir Charles J.F. Bunbury, Bart. 2 tomos, John Murray, Londres 1906 (tomo 1, tomo 2)